# Thunder y Lightning (cómic)
Thunder y Lightning son un dúo de hermanos superpoderosos publicados por DC Comics que tuvieron encuentros con los Jóvenes Titanes.
No deben confundirse con las dos superheroínas Thunder y Lightning, hermanas presentadas en diferentes momentos, que son las hijas de Black Lightning.

## Historial de publicaciones
Thunder y Lightning apareció por primera vez en New Teen Titans #32 y fue creado por Marv Wolfman y George Pérez.

## Biografía ficticia
Gan y Tavis Williams son hermanos gemelos que nacieron de una mujer vietnamita sin nombre y un soldado estadounidense llamado segundo teniente Walter Williams. Originalmente gemelos unidos, fueron separados con magia. Cuando eran niños, se encontraron comenzando a manifestar superpoderes, pero tenían poco control sobre estos poderes, y sin una infusión de la sangre de su padre, rápidamente se consumirían. Entonces, tomaron los alias Thunder y Lightning, respectivamente, y partieron hacia América para buscar a su padre. Causaron grandes disturbios en St. Louis y se enfrentaron a los Jóvenes Titanes. Después de que se revelaron sus objetivos, los Titanes decidieron ayudar a la pareja.
Meses después, los Jóvenes Titanes y S.T.A.R. Labs estaban trabajando en una cura para los poderes de Thunder y Lightning. Al mismo tiempo, Raven, usando sus poderes, descubrió que su padre era en realidad un extraterrestre que se estrelló en Camboya hace seiscientos años, y actualmente estaba siendo retenido prisionero por H.I.V.E. mientras intentaban explotar el conocimiento de él. Cuando lo localizaron, H.I.V.E. controló al alienígena en una lucha contra Thunder y Lightning y los Jóvenes Titanes. Al final, Thunder y Lightning se vieron obligados a matar a su propio padre para proteger a sus nuevos amigos. Una transfusión de sangre de su padre permitió a S.T.A.R. Labs crear la cura que permitiría a Thunder y Lightning controlar sus poderes.
Thunder y Lightning se establecieron en San Francisco, donde S.T.A.R. Labs los ayudó a controlar sus poderes. Mientras estaban allí, ayudaron a detener a Atomic Skull. Ellos trabajaron como guardias de seguridad para S.T.A.R. hasta que Trigon tomó el control de ellos brevemente. Fueron capturados y mantenidos en estasis en S.T.A.R. Labs hasta que pudieran liberarse de las semillas demoníacas.
En algún momento fueron liberados de las semillas, ya que los dos regresaron más tarde para ayudar a los Titanes a luchar contra la Liga de la Justicia, a través del transporte organizado por el ultra-poderoso  Cyborg. Thunder y Lightning llegaron demasiado tarde para luchar contra cualquiera de la Liga de la Justicia, pero aun así ayudaron a neutralizar la amenaza planteada por Cyborg. Después de eso, regresaron al sur de Vietnam para defenderlo de una amenaza alienígena desconocida.
Durante la historia de "Crisis infinita", fueron sometidos por la Liga de Asesinos en Vietnam, a quienes se les pagaba para abrir una prisión como parte de un plan mundial para atacar Metrópolis con docenas de supervillanos.
Durante la historia de Salvation Run, Thunder y Lightning llegan para darle comida a Detective Marciano. Detective Marciano pregunta por qué están aquí en este planeta. Cuando se ofrecieron a ayudar a Detective Marciano, Bane los ataca. A pesar de estar sorprendido por Lightning, Bane los derrota a ambos cuando llega Lex Luthor. Luthor mantiene vivos a los dos y luego los usa como fuentes de energía para su teletransportador. Aparentemente, los dos mueren cuando el dispositivo de teletransportación se autodestruye.
En septiembre de 2011, The New 52 reinició la continuidad de DC. En esta nueva línea de tiempo, Thunder y Lightning se vuelven a presentar como parte de Los Ravagers, un equipo de superhéroes que también incluye a Beast Boy, Terra, Ridge y Fairchild.

## Poderes y habilidades
Thunder es capaz de controlar los truenos, ya que se manifiesta como ruidos retumbantes que puede controlar en diversos grados. Lightning puede liberar rayos de electricidad y aprovechar los rayos. Los dos tienen un vínculo psíquico que les permite comunicarse entre sí.

## Otras versiones

### Superman villanos
Un Thunder y Lightning no relacionados aparecieron como villanos de Superman en Superman # 303 (septiembre de 1976). En realidad, se trataba de dos entidades en el cuerpo de un androide sensible utilizado por un supervillano llamado Whirlicane (que anteriormente había luchado contra Superman en Action Comics # 457), que quería llevar a cabo una serie de actos terroristas en los EE. UU. Sin saber acerca de su origen androide, Thunder/Lightning esperaba que Whirlicane lo liberara cuando sus tareas finalmente se cumplieran, pero luego Superman expuso la verdad. Enloquecido por la realización, Thunder/Lightning lanzó un rayo masivo, destruyéndose a sí mismo, a Whirlicane y a su base; Superman escapó ileso.

## En otros medios

### Televisión
Una variación de Thunder y Lightning aparecen en Teen Titans, con la voz de S. Scott Bullock y Quinton Flynn respectivamente. Esta versión del dúo son hermanos de origen desconocido que quieren divertirse, pero inicialmente ignoran la seguridad de los demás y usan una armadura de samurái. Además, además de sus poderes de cómic, pueden volar, con el razonable Thunder conjurando una plataforma similar a una nube, mientras que el rebelde Lightning puede transmutar la parte inferior de su cuerpo en un rayo, teletransportarse y crear lluvia combinando sus poderes. Presentado en el episodio "Forces of Nature", Thunder y Lightning chocan con los Jóvenes Titanes mientras encuentran formas de divertirse en Jump City, durante el cual Beast Boy convence a Thunder de ver el error de sus caminos. Después de que Slade engañe a los hermanos para que creen un monstruo de fuego para atacar Jump City y Thunder convenza a Lightning de que vea las cosas a su manera, los hermanos crean una tormenta de lluvia para detener al monstruo de fuego. En la quinta temporada, Thunder y Lightning se unen a los Titanes, entre otros jóvenes héroes, para derrotar a la Hermandad del Mal.

### Varios
Las encarnaciones de la serie animada Teen Titans de Thunder y Lightning aparecen en Teen Titans Go! número 6.